# Day6
Day6 (en hangul, 데이식스; estilizado como DAY6), es una banda surcoreana formada por JYP Entertainment en 2015. Actualmente está conformada por cuatro integrantes: Sungjin, Young K, Wonpil y Dowoon. Originalmente siendo un grupo de seis miembros, Junhyeok dejó el grupo en febrero de 2016, y Jae en diciembre de 2021. Day6 debutó con el lanzamiento de su primer EP, The Day, el 7 de septiembre de 2015.

## Historia

### 2014–2016: 5Live, debut conThe Dayy salida de Junhyeok
JYP Entertainment inicialmente anunció el debut de un grupo de cinco miembros llamado 5Live, compuesto por SungJin, Jae, Young K, Junhyeok y Wonpil. El grupo comenzó a promocionarse como 5Live en 2014, apareciendo en el cuarto episodio del programa de supervivencia de Mnet, Who is Next: Win y lanzando una canción titulada «Lovely Girl» como parte de la banda sonora original del drama Bel Ami.
A mediados de 2015, se agregó al baterista Dowoon y se cambió el nombre del grupo como Day6. Day6 lanzó su EP, The Day, con el sencillo «Congratulations» el 7 de septiembre de 2015.
El 27 de febrero de 2016, JYP Entertainment declaró que Junhyeok había dejado la banda por razones personales y había rescindido su contrato con la compañía. Day6 continuó como banda de cinco miembros y lanzó su segundo EP, Daydream, con «Letting Go» como sencillo principal el 30 de marzo.

### 2017–2018: Every Day6, primer álbum de estudio y gira de conciertos en América del Norte
El 29 de diciembre de 2016, Day6 anunció que haría un proyecto titulado Every Day6. Este proyecto consistiría en dos lanzamientos de canciones cada mes junto con conciertos antes de cada lanzamiento de enero a diciembre de 2017. Day6 comenzó su proyecto con pl «I Wait» y el sidetrack «Goodbye Winter» el 6 de enero de 2017, seguido por la canción «You Were Beautiful» junto a su sidetrack «My Day» en febrero.
La banda lanzó la canción, «How Can I Say» el 6 de marzo, junto con «I Would». Comenzaron las promociones en M! Countdown tres días después. También estuvieron promocionando «I'm Serious» a partir del 6 de abril. El videoclip del sencillo «Dance Dance» fue lanzado el 8 de mayo, junto con el lado B «Man in a Movie».
El 7 de junio, Day6 lanzó su primer álbum de estudio, Sunrise, con el sencillo «I Smile». Este álbum contiene catorce canciones, las cuales diez fueron publicadas previamente a través de Every Day6, las cuatro nuevas canciones son: «I Smile» y «Lean On Me» que fueron publicadas en el mes de junio por Every Day6, una nueva versión de «Letting Go» y «Congratulations». En el mismo día, Day6 anunció el nombre del fanclub que se llama «My Day».
La banda publicó otra canción para su proyecto titulada «Hi Hello», junto con el sidetrack «Be Lazy», que se lanzó el 6 de julio. «What Can I Do» y «Whatever!» fueron lanzados el 7 de agosto. Day6 publicó, «I Loved You», y el lado B, «I'll Remember», el 6 de septiembre. El 29 de septiembre, Day6 lanzó las canciones para el mes de octubre, <<When you love someone>> y «I Need Somebody». Los vídeos musicales de Every Day6 para agosto, septiembre y octubre fueron una historia de tres partes sobre la amistad y el amor en la escuela secundaria.
Day6 realizó una gira por América del Norte, Day6 Live & Meet in North America 2017, del 20 al 29 de octubre organizada por SubKulture Entertainment. La gira consistió en un Live & Meet en cinco ciudades de América del Norte: Los Ángeles, Austin, Nueva York, Detroit y Toronto. 
El penúltimo lanzamiento de la banda para su proyecto, fue «All Alone» y «Pouring», que se lanzaron el 6 de noviembre de 2017.
El 28 de noviembre, JYP Entertainment anunció la primera gira nacional de la banda en 2018, Every Day6 Concert Nationwide Tour. La gira comenzó en Busan del 20 al 21 de enero, Daegu el 27 de enero y se detuvo en Daejeon el 10 de febrero. 
El 6 de diciembre, el funcionario de Day6 concluyó su proyecto mensual con el lanzamiento de su segundo álbum de larga duración, Moonrise. El álbum contenía los lanzamientos anteriores de julio a noviembre, el sencillo principal "I Like You", dos pistas secundarias ("Better Better" y "I'll Try") y las versiones finales de las caras B de su EP debut The Day. 
El 11 de junio de 2018 la banda anunció su nuevo EP titulado "Shoot Me : Youth Part 1", lanzado el 26 de junio de 2018 junto al video musical de la canción "Shoot Me". 
El 17 de octubre de 2018 lanzaron su primer trabajo discográfico en japonés titulado "UNLOCK" que incluía los sencillos "Breaking Down" y "Stop The Rain". 
En noviembre de 2018 se anunció una segunda parte de su EP "Shoot Me : Youth Part 1" lanzada el 10 de diciembre de 2018 titulada "Remember Us : Youth Part 2" con el sencillo principal "days gone by".  
2019-2020 : The Book Of Us y Gira mundial
El 15 de julio de 2019 se lanzó el nuevo EP de la banda titulado "The Book Of Us : Gravity" que incluía el sencillo "Time Of Our Life", anunciando una gira mundial titulada "DAY6 2nd World Tour : Gravity" iniciando en agosto y terminando en enero de 2020.  
El 22 de octubre de 2019 lanzaron su 4.º álbum de estudio, llamado "The Book Of Us : Entropy" con el sencillo principal "Sweet Chaos".  
Luego de terminar su gira mundial en enero de 2020, el grupo lanza el 11 de mayo de 2020 su nuevo EP titulado "The Book Of Us : The Demon" que incluía la canción "Zombie".  
2021-2022 : Nuevo EP, Pausa temporal del grupo, salida de Jae de la empresa JYP Entretaiment y proyectos en solitario
En marzo de 2021, Sungjin anuncio mediante un vivo que se enlistara en el servicio militar obligatorio de Corea del Sur.  
El 19 de abril de 2021, lanzaron su nuevo EP "The Book Of Us : Negentropy", con la participación de los cinco miembros.  
En agosto de 2021, Young K anunció su primer EP como solista "Eternal" lanzando el 6 de septiembre de 2021, con su sencillo principal "Guard You", al mes siguiente Young K confirmó su enlistamiento al servicio militar.  
El 27 de septiembre de 2021, Dowoon lanza su sencillo debut como solista "Out Of The Blue".  
El 31 de diciembre de 2021 mediante un comunicado de la empresa JYP Entretaiment se informo que Jae dejó la empresa, al día siguiente Jae confirma mediante un vivo en twitch que sin seguir en la empresa, de igual manera tendrá relación con DAY6.  
En enero de 2022, Dowoon se enlista al servicio militar obligatorio.  
El 7 de febrero de 2022, Wonpil lanza su álbum debut como solista titulado "Pilmography", con la canción principal "Voiceless" y la canción "A Journey" que se volvió viral en Corea del Sur, Wonpil llevó a cabo una serie de conciertos en marzo de 2022 para promocionar el álbum, y el 28 de marzo de 2022 confirma su enlistamiento al servicio militar obligatorio.  
2023-2024 : Regreso del grupo, Fourever, Band Aid y nueva gira mundial
En 2023, luego de volver de su mandato militar, Young K lanzó música en solitario empezando el 25 de agosto con el sencillo "Let it be summer", y el 4 de septiembre lanzó su primer álbum titulado "Letter with notes", conteniendo el sencillo principal "nothing but", lanzando el video musical que contenía la actuación de Dahyun del grupo TWICE.
El grupo volvió de su pausa temporal en noviembre de 2023, ya con todos los miembros disponibles, se anunciaron tres conciertos especiales para el 22,23 y 24 de diciembre, titulados "The Present : You Are My Day" en el Hwajeong Tiger Dome de Seúl.   
El 18 de marzo de 2024 se lanzó su nuevo proyecto, el EP "Fourever" que incluía el sencillo "Welcome To The Show" alcanzando la posición número 10 en la lista Melon de Corea del Sur.  
El 12,13 y 14 de abril de 2024 se llevaron a cabo tres conciertos especiales titulados "Welcome To The Show" en la arena Jamsil de Seúl, con un escenario de 360 grados, juntando más de 38.000 personas en esas tres fechas.  
El 2 de septiembre se lanzara el nuevo EP "Band Aid", y entre el 2024 y 2025 se embarcaran en su tercera gira mundial titulada "DAY6 3rd World Tour : Forever Young" con fechas confirmadas en arenas y teatros de Asia, Oceanía y Norteamérica.
El 5 de noviembre Sungjin debutó como solista con su primer álbum titulado "30" que incluía el sencillo principal "Check Pattern", del 8 al 10 de noviembre Sungjin realizó conciertos para promocionar el álbum en el recinto de Kwangwoon University.  
En diciembre de 2024 se anunció que cerraran la gira en el estadio Internacional de Jakarta, Indonesia con capacidad de más de 80mil personas, agotando rápidamente las entradas en minutos.

## Miembros
| Integrantes      | Integrantes          | Integrantes          | Integrantes          | Integrantes                        | Integrantes             | Integrantes                          |
| Nombre artístico | Nombre de nacimiento | Nombre de nacimiento | Nombre de nacimiento | Fecha de nacimiento                | Lugar de nacimiento     | Posición                             |
| ---------------- | -------------------- | -------------------- | -------------------- | ---------------------------------- | ----------------------- | ------------------------------------ |
| Sungjin          | 성진                 | Park Sungjin         | 박성진               | 16 de enero de 1993 (32 años)      | Busan, Corea del Sur    | Líder, guitarrista, vocalista        |
| Young K          | 영케이               | Kang Younghyun       | 강영현               | 19 de diciembre de 1993 (31 años)  | Seúl, Corea del Sur     | Bajista, vocalista, rapero, letrista |
| Wonpil           | 원필                 | Kim Wonpil           | 김원필               | 28 de abril de 1994 (31 años)      | Incheon, Corea del Sur  | Teclista, sintetizador, vocalista    |
| Dowoon           | 도운                 | Yoon Dowoon          | 윤도운               | 25 de agosto de 1995 (29 años)     | Busan, Corea del Sur    | Batería, vocalista, maknae           |
| Exintegrantes    |                      |                      |                      |                                    |                         |                                      |
| Junhyeok         | 준혁                 | Im Junhyeok          | 임준혁               | 17 de julio de 1993 (32 años)      | Seúl, Corea del Sur     | Teclista, vocalista                  |
| Jae              | 제                   | Park Jaehyung        | 박제형               | 15 de septiembre de 1992 (32 años) | Buenos Aires, Argentina | Guitarrista, vocalista, rapero       |

## Discografía

### EP
- The Day (2015)
- Daydream (2016)
- Shoot Me: Youth Part 1 (2018)
- Remember Us: Youth Part 2 (2018)
- The Book Of Us : Gravity (2019)
- The Book Of Us : The Demon (2020)
- The Book Of Us : Negentropy (2021)
- Fourever (2024)
- Band Aid (2024)

### Álbumes
- Sunrise (2017)
- Moonrise (2017)
- Unlock (2018)
- The Book Of Us: Entropy (2019)

## Filmografía

### Televisión
| Año       | Título               | Cadena     | Miembro(s)            | Notas                                                         | Ref.   |
| --------- | -------------------- | ---------- | --------------------- | ------------------------------------------------------------- | ------ |
| 2011-2012 | K-pop Star 1         | SBS        | Jae                   | Top 6                                                         |        |
| 2012      | Strong Heart         | SBS        | Jae                   | con participantes de K-pop Star 1                             | [ 11 ] |
| 2013      | WIN : Who Is Next    | Mnet       | Jae                   | Episodio 4, YG vs. JYP                                        | [ 12 ] |
| 2013      | Hidden Singer        | JTBC       | Todos, excepto Dowoon | con Park Jin-young                                            | [ 11 ] |
| 2016      | After School Club    | Arirang TV | Jae                   | Episodio 214 (invitado) Episodio 218 – presente (Coanfitrión) | [ 13 ] |
| 2016      | After School Club    | Arirang TV | Todos                 | Episodio 221 (invitados) Episodio 244 (invitados)             | [ 14 ] |
| 2017      | Duet Song Festival   | MBC        | SungJin               | Episodio 38–39 (compañero de dúo de Shin Hyo-beom)            | [ 15 ] |
| 2018      | I Can See Your Voice | Mnet       | Wonpil                | Ep. #5 - invitado                                             |        |
| 2019      | King of Mask Singer  | MBC        | Wonpil                | Ep. #227-228 - concursante                                    | [ 16 ] |

## Premios y nominaciones

### Mnet Asian Music Awards
| Año  | Categoría             | Receptor     | Resultado             |          |         |
| ---- | --------------------- | ------------ | --------------------- | -------- | ------- |
| 2016 | Best Band Performance | «Letting Go» | Nominado              |          |         |
| 2016 | 2020                  | «Letting Go» | Best Band Performance | «Zombie» | Ganador |

### MGMA
| Año  | Categoría | Receptor | Resultado |
| ---- | --------- | -------- | --------- |
| 2019 | Best Band |          | Ganador   |

### MBC PLUS X GENIE MUSIC AWARD
| Año  | Categoría             | Receptor   | Resultado |
| ---- | --------------------- | ---------- | --------- |
| 2018 | Best Band Performance | "Shoot me" | Ganador   |